# Cléopâtre
Cléopâtre er en fransk stumfilm fra 1899 af Georges Méliès.